# Kinmen Kaoliang
Kinmen Kaoliang Liquor Inc., (xinès simplificat: 金门酒厂, pinyin: Jīnmén jiǔ chǎng), també coneguda com a Kinmen Distillery, KKL, és una destil·leria del comtat de Kinmen, Taiwan, propietat del govern del comtat de Kinmen. La destil·leria és coneguda pel licor Kinmen Kaoliang, i proporciona bons ingressos fiscals per al govern local. L'empresa també va dirigir un equip de bàsquet, el Kinmen Kaoliang Liquor Basketball, a la Super Basketball League de la República de la Xina.

## Història
Yeh Hua-cheng va obrir la destil·leria el 1950, amb l'objectiu de fabricar Kaoliang a Kinmen. L'any següent, 1951, el comandant Hu Lien a càrrec del comandament de defensa de Kinmen va tastar el Kaoliang de Yeh i li va agradar. En aquell moment, Hu va haver de resoldre el problema financer de les seues forces, per tant això li va donar la idea d'obrir una destil·leria per al Comandament de Defensa. Hu inicialment volia contractar a Yeh per produir el Kaoliang, però va ser rebutjat perquè Yeh pensava que no podia produir tanta quantitat de licor. Llavors, Hu va decidir convidar Yeh a convertir-se en tècnic de la seua destil·leria, però va ser sense èxit.
El 3 de setembre de 1952, Hu va decidir utilitzar la seua autoritat i va nomenar forçosament Yeh com a gerent de la secció tècnica de la destil·leria del comandament, la destil·leria afiliada de la divisió de control econòmic de Kinmen, alhora que va confiscar la destil·leria de Yeh i la va utilitzar com a base per a la seua destil·leria afiliada al govern. Hu també va construir una nova fàbrica per a la destil·leria.
El 1954, es va completar la construcció de la nova fàbrica i es va anomenar "Destil·leria del riu Jiulong". El 1956, amb el trasllat del govern provincial de Fuchien a Taiwan, la destil·leria  va passar a anomenar-se Kinmen Distillery. El 16 de febrer de 1998, es va fundar una empresa de propietat governamental i la destil·leria Kinmen ja no va ser gestionada directament pel govern local.